# Judo ai II Giochi olimpici giovanili estivi
Le gare di judo ai II Giochi olimpici giovanili estivi sono state disputate a Nanchino dal 17 al 21 agosto 2014.

## Medagliere
| Pos    | Paese                | Oro | Argento | Bronzo | Totale |
| ------ | -------------------- | --- | ------- | ------ | ------ |
| 1      | Squadra mista        | 1   | 1       | 2      | 4      |
| 2      | Giappone             | 1   | 0       | 1      | 2      |
| 2      | Russia               | 1   | 0       | 1      | 2      |
| 2      | Turchia              | 1   | 0       | 1      | 2      |
| 5      | Brasile              | 1   | 0       | 0      | 1      |
| 5      | Croazia              | 1   | 0       | 0      | 1      |
| 5      | Ungheria             | 1   | 0       | 0      | 1      |
| 5      | Kazakistan           | 1   | 0       | 0      | 1      |
| 5      | Iran                 | 1   | 0       | 0      | 1      |
| 9      | Azerbaigian          | 0   | 2       | 0      | 2      |
| 11     | Bosnia ed Erzegovina | 0   | 1       | 0      | 1      |
| 11     | Bulgaria             | 0   | 1       | 0      | 1      |
| 11     | Georgia              | 0   | 1       | 0      | 1      |
| 11     | Kirghizistan         | 0   | 1       | 0      | 1      |
| 11     | Romania              | 0   | 1       | 0      | 1      |
| 11     | Ucraina              | 0   | 1       | 0      | 1      |
| 16     | Germania             | 0   | 0       | 2      | 1      |
| 18     | Austria              | 0   | 0       | 1      | 1      |
| 18     | Belgio               | 0   | 0       | 1      | 1      |
| 18     | Cina                 | 0   | 0       | 1      | 1      |
| 18     | Cuba                 | 0   | 0       | 1      | 1      |
| 18     | Paesi Bassi          | 0   | 0       | 1      | 1      |
| 18     | Corea del Sud        | 0   | 0       | 1      | 1      |
| 18     | Slovenia             | 0   | 0       | 1      | 1      |
| 18     | Spagna               | 0   | 0       | 1      | 1      |
| 18     | Uzbekistan           | 0   | 0       | 1      | 1      |
| 18     | Venezuela            | 0   | 0       | 1      | 1      |
| Totale | Totale               | 9   | 9       | 17     | 35     |

## Podi

### Maschili
| Specialità | Oro                | Argento               | Bronzo                                 |
| 55 kg      | Bawırjan Jawıntaev | Natık Gurbanlı        | Jorre Verstraeten Oğuzhan Karaca       |
| 66 kg      | Hifumi Abe         | Bohdan Jadov          | Suxrob Tursunov Wu Zhiqiang            |
| 81 kg      | Mikhail Igolnikov  | Tamazi Kirakozashvili | Frank de Wit Ivan Felipe Silva Morales |
| 100 kg     | Ramin Safaviyeh    | Rostislav Dashkov     | Domenik Schonefeldt                    |

### Femminili
| Specialità | Oro             | Argento                | Bronzo                              |
| 44 kg      | Melisa Çakmaklı | Leyla Aliyeva          | Anastasija Turčeva Honoka Yamauchi  |
| 52 kg      | Layana Colman   | Betina Temelkova       | Maruša Štangar Lee Hye-Kyeong       |
| 63 kg      | Szabina Gercsák | Stefania Adelina Dobre | Jennifer Schwille Michaela Polleres |
| 78 kg      | Brigita Matić   | Aleksandra Samardžić   | Sara Rodríguez Elvismar Rodríguez   |

### Eventi a squadre
| Specialità | Oro | Argento | Bronzo |
| A squadre  | Team Rouge Morgane Duchene Ayelen Elizeche Adrian Gandia Mikhail Igolnikov Lisa Mullenberg Maria Siderot Suxrob Tursunov | Team Geesink Layana Colman Nemanja Majdov Dzmitryj Min'koŭ Ryu Seung-Hwan Ivana Šunjević Anastasija Turčeva Wang Yu-Jyun | Team Xian Hifumi Abe Chiara Carminucci Naomi de Bruine Jolan Florimont Brillith Gamarra Carbajal Felix Penning Maruša Štangar Idan Vardi Team Douillet Gustavo Basile Marko Bubanja Adonis Diaz Ljudmyla Drozdova Lee Hye-Kyeong Brigita Matić Peter Miles |